# Tatort: Mord am Fluss
Mord am Fluss ist ein Fernsehfilm aus der Krimireihe Tatort der vom Hessischen Rundfunk (HR) produziert und am 10. September 2000 im Programm Das Erste zum ersten Mal gesendet wurde. Es handelt sich um die 454. Tatort-Folge und den 25. Fall des Kriminalhauptkommissars Edgar Brinkmann, verkörpert durch Karl-Heinz von Hassel.

## Handlung
Die Leiche von Franz Krause wird aus dem Main geborgen. Da der bei den Kollegen unbeliebte und schwer kranke Mann Nachforschungen über die vorschriftswidrige Beseitigung von Autoschrott seines aktuellen Unternehmens angestellt hatte, liegt die Vermutung nahe, dass sein gewaltsamer Tod etwas damit zu tun hat. Krause hatte auch schon bei seinem früheren Arbeitgeber, dem Marktführer Bader & Sohn GmbH, für Ärger gesorgt.
Jan Just von der Wasserschutzpolizei macht seiner Frau Simone wegen schlechten Gewissens teure Geschenke. Auch seine Kollegin und Gespielin Verena Graf hängt „genauso mit drin“ – laut Drohung von Schrotthändlerin Wild. Just erhöht seine Forderung gegenüber Bader auf eine Viertel-Million. Bei der nächtlichen Geldübergabe wird er mit Verenas Dienstwaffe erschossen. Marbach erhöht den Polizeieinsatz um ein Vielfaches.
Krauses Mutter Hilde hat aus seinem Nachlass einen Schlüssel für ein Bankschließfach bekommen, in dem sich Videokassetten und weitere Unterlagen befinden. Die Aufnahmen zeigen Baders LKW auf dem Gelände von Wild sowie Jan Just beim Anstoßen mit Schrotthändlerin Wild. Hilde Krause erzählt von einem nächtlichen Streit zwischen ihrem Sohn und Just. Die Pathologie stärkt die These, dass Just der Mörder von Krause war.
Durch einen fingierten Anruf von Verena Graf bei Erwin Bader glaubt Kriminalassistentin Alice Bothe den Fall durch Lockvogel-Einsatz zu lösen. Graf wird von Max Bader mit einem Schnellboot entführt, das bei einer wilden Verfolgungsjagd in Flammen aufgeht. Am Schluss stellt sich heraus, dass Hilde Krause ihren Sohn gerächt hat.

## Rezeption

### Einschaltquoten
Die Erstausstrahlung von Mord am Fluss am 10. September 2000 erreichte für Das Erste einen Marktanteil von 27,09 Prozent und wurde in Deutschland von 8,42 Millionen Zuschauern gesehen.

### Kritik
TV Spielfilm bewertete den Film  mittelmäßig und urteilte: „Der Krimifall ist hübsch vertrackt, doch die oberlehrerhafte Art von Kommissar ‚Fliege‘ nervt.“